# United States Army
United States Army (dansk: De Forenede Staters Hær eller blot Den amerikanske hær) er et af USA's seks militære værn. Hæren består pr. 2004 af 485.500 aktive soldater og har en stående reserve på 591.000 mand. Den har baser i bl.a. Tyskland, Japan og Sydkorea. Hæren deltog indtil 2014 i Operation Enduring Freedom som var en del af Krigen i Afghanistan.
Hærens politiske ledelse er Department of the Army, et af tre militære departementer i USA's forsvarsministerium.

## Historie, kort
Hæren blev oprettet i 1775 som Den kontinentale hær (engelsk: Continental Army). Hærens kerne af frivillige fuldtidssoldater blev suppleret af lokale militser fra de forskellige oprørske kolonier. Hæren kæmpede mod den britiske hær og amerikanske loyalister i Den amerikanske uafhængighedskrig. Efter sejren opløstes Den kontinentale hær i 1783 for at:
1. mindske risikoen for et militærkup.
2. spare udgiften til en stående hær.
3. skabe en tilværelse uden konflikter for de mange kolonister, som var indvandret fra det krigshærgede Europa.

- 1775 Hæren oprettes under navnet Continental Army. (3. juli)
- 1783 Amerikansk sejr og hæren opløstes.
- 1784 Hæren reetableres som US Army ved Kongressens resolution 3. juni.[kilde mangler]
- 1812-14 Hæren prøvede at invadere Canada under den britisk-amerikanske krig.
- 19. århundrede Hæren blev forlagt til forter i det Vilde Vesten under Indianerkrigene.
- 1846-48 Erobredes Californien, Arizona, New Mexico og Texas fra Mexico i den mexikansk-amerikanske Krig.
- 1861-65 Enheder af US Army i Sydstaterne dannede Sydstaternes hær: CS Army. Hærens blodigste kampe foregik under den amerikanske borgerkrig.
- 1898 Erobredes Cuba og Filippinerne fra Spanien i den spansk-amerikanske Krig.
- 1917-18 US Army deltog i 1. verdenskrig på ententemagternes side på den europæiske vestfront under general Pershing.
- 1941-45 US Army kæmpede i Europa, Nordafrika og i Stillehavsområdet under 2. verdenskrig.
- 1950-1953 Koreakrigen.
- 1964-1973 Vietnamkrigen.
- 1983 Operation Urgent Fury Grenada-invasion.
- 1989 Operation Just Cause Panama-invasion.
- 1990-91 Operation Desert Shield, beskyttelse af Saudi-Arabien mod Irak.
- 1991 Operation Desert Storm mod Irak.
- 1992-93 Operation Restore Hope i Somalia.
- 1995-96 Operation Joint Endeavour, IFOR i Bosnien-Hercegovina
- 1996-98 Operation Joint Guard, SFOR i Bosnien-Hercegovina.
- 1998-2004 Operation Joint Forge, NATO-styrke i Bosnien-Hercegovina.
- 2001-21 Operation Enduring Freedom, i Afghanistan.
- 2003-04 Operation Iraqi Freedom i Irakkrigen.

## Hærenheder
Hærenhedernes størrelse, sammensætning og ledelse som de så ud i 2005 fremgår af tabellen neden for, men kan skifte afhængig af tid, sted og andre omstændigheder som fred eller krig, og den kan være væsensforskellig fra andre landes.
| Enheder                | Antal soldater, ca. | Sammensætning                                 | Chef, normalt                        |
| ---------------------- | ------------------- | --------------------------------------------- | ------------------------------------ |
| * Army (armé)          | 100.000             | 2+ corps, HQ (hovedkvarter)                   | General (firestjernet)               |
| * Corps (armékorps)    | 30.000+             | 2+ divisions                                  | Lieutenant General (generalløjtnant) |
| * Division             | 15.000+             | 3+ brigades, HQ (hovedkvarter), støtteenheder | Major General (generalmajor)         |
| * Brigade              | 4.500+              | 3+ regiments, HQ (hovedkvarter)               | Brigadier General (brigadegeneral)   |
| * Regiment             | 1.500+              | 2+ battalions, HQ (hovedkvarter)              | Colonel (oberst)                     |
| * Battalion (bataljon) | 700                 | 4+ companies, HQ (hovedkvarter)               | Lieutenant Colonel (oberstløjtnant)  |
| * Company (kompagni)   | 175                 | 4 platoons, HQ (hovedkvarter)                 | Captain (kaptajn)                    |
| * Platoon (deling)     | 40                  | 4 squads                                      | Lieutenant (løjtnant)                |
| * Squad (gruppe)       | 10                  | —                                             | Sergeant (sergent)                   |

## Galleri
- Amerikansk soldat med M249 SAW
- M1 Abrams
- AH-64 Apache
- UH-60 Black Hawk
- Angrebet på Concord-broen, 1775
- Mortér fra Belejringen af Petersburg, 1864-65
- 'Rough Rider' Roosevelt i den spansk-amerikanske Krig
- Doughboy fra American Expeditionary Force, 1918
- Sherman-kampvogne ankommer til Anzio, 1944
- Faldskærmstropper går om bord på en C-119, 1953
- Flyvende kavaleri i Vietnam, 1965-72
- Patriot-missiler i Golfkrigen
- High Mobility Multipurpose Wheeled Vehicle (HMMWV), bedre kendt som "Humvee".
- Modellen til højre overtager pt. løbende den ældre model til venstre, som troppetransport i aktive krigszoner.